# William Bendix
William Bendix (14 de enero de 1906 - 14 de diciembre de 1964) fue un actor cinematográfico estadounidense.

## Biografía
Bendix nació en Manhattan, Nueva York. De joven, en los inicios de la década de 1920, Bendix estaba al cuidado de los bates de béisbol del equipo New York Yankees. En 1927 se casó con Theresa Stefanotti.
Bendix trabajó como tendero hasta la Gran Depresión, y su debut en el cine tuvo lugar en 1942. Fue actor de reparto en docenas de filmes de Hollywood, usualmente como soldado, gánster o detective. Empezó con interpretaciones en películas de cine negro, incluyendo una actuación destacada en The Glass Key (1942), en la cual trabajaban Brian Donlevy y Veronica Lake. Ganó fama tras participar en el film de Alfred Hitchcock Lifeboat (1944), en el papel de Gus, un marinero herido y moribundo. Otros papeles bien conocidos de Bendix son su actuación como el jugador de béisbol Babe Ruth en The Babe Ruth Story (1948), y como Sir Sagramore en A Connecticut Yankee in King Arthur's Court (1949), film en el que trabajó con Bing Crosby y en el cual intervino en la interpretación del famoso tema "Busy Doing Nothing". También fue el camarero Nick en la versión de 1948 de la obra de William Saroyan The Time of Your Life, junto a James Cagney. Bendix actuó asimismo en la versión teatral, pero en el papel de Krupp (personaje interpretado en el cine por Broderick Crawford).
Bendix fue también conocido en esa época por su trabajo radiofónico, trabajando como Chester A. Riley en la serie The Life Riley entre 1944 y 1951. También protagonizó el papel principal en la segunda versión televisiva de dicha serie, que se emitió desde 1953 a 1958 (Jackie Gleason interpretó a Riley en una versión realizada en 1949). 
En 1958, Bendix interpretó el papel principal de The Time Element, título escrito por Rod Serling. The Time Element fue una aventura acerca de un hombre que viaja en el tiempo a Honolulu en 1941 e intenta, sin éxito, alertar sobre el inminente ataque a Pearl Harbor.
En 1960 Bendix protagonizó 17 episodios de la serie western de la NBC Overland Trail, con el papel de Frederick Thomas "Fred" Kelly, superintendente de la Overland Stage Company. Doug McClure, posteriormente Trampass en la serie de la NBC El virginiano, era su coprotagonista. 
Bendix falleció en Los Ángeles, California, a causa de una neumonía en 1964, y fue enterrado en el Cementerio San Fernando Mission. 
Recibió una estrella en el Paseo de la Fama de Hollywood, en el 6251 de Hollywood Boulevard, por su trabajo televisivo.

## Filmografía seleccionada
| - Woman of the Year (1942) - Wake Island (1942) – Nominado al Oscar al mejor actor de reparto - Who Done It? (1942) - The Glass Key (La llave de cristal, 1942) - Guadalcanal Diary (1943) - Lifeboat (1944) - The Hairy Ape (Pasión salvaje) (1944) - A Bell for Adano (La campana de la libertad) (1945) - Two Years Before the Mast (Revolución en alta mar) (1946) - The Dark Corner (Envuelto en la sombra) (1946) - The Blue Dahlia (La dalia azul) (1946) - The Web (La araña) (1947) - Where There's Life (1947) - The Time of Your Life (1948) - The Babe Ruth Story (1948) | - Cover Up (1949) - A Connecticut Yankee in King Arthur's Court (Un yanki en la corte del rey Arturo) (1949) - Streets of Laredo (Tres tejanos) (1949) - The Big Steal (1949) - Kill the Umpire (1950) - Detective Story (Brigada 21) (1951) - Submarine Command (1951) - A Girl in Every Port (1952) - Macao (1952) - Blackbeard the Pirate (El pirata Barbanegra) (1952) - Dangerous Mission (Nieves traidoras) (1954) - Crashout (1955) - Johnny Nobody (1961) - Boys' Night Out (1962) - For Love or Money (Tres herederas) (1963) |

## Premios y distinciones
Premios Óscar
| Año  | Categoría              | Película    | Resultado |
| ---- | ---------------------- | ----------- | --------- |
| 1943 | Mejor actor de reparto | Wake Island | Nominado  |